# Thérapies constructives
Les thérapies constructives sont une démarche d’accompagnement fondée sur l’alternance de dialogues et d’actions pour des personnes souffrant de difficultés personnelles et relationnelles. Les entretiens utilisent les outils de l'Entretien d'explicitation et le questionnement des liens d’attachement pour que s’exprime la cohérence de la personne. Centrés sur le « comment » plutôt que le « pourquoi », les thérapeutes constructifs proposent une action, une « expérience », aux personnes qui consultent à l’issue de chaque séance. La finalité de cette démarche est de créer les conditions de l’émergence de nouvelles perspectives, voire d’un « dessein » de la personne, du couple ou de la famille qui consulte.

## Les fondamentaux de la thérapie constructive par le dialogue et par l’action[1]
La thérapie constructive se réfère aux épistémologies constructivistes,  théories de la connaissance, qui place au centre du développement de l’être humain l’action du sujet, ses interactions avec le monde et avec autrui (épistémologie génétique de Jean Piaget et constructivisme interactionnel de Paul Watzlawick). Cette approche thérapeutique repose sur quatre principes solidaires : la cohérence, la corporéité, l’énaction et l’équilibration.
La « cohérence » désigne la manière d’être au monde, unique et singulière, constitutive de notre permanence dans une stabilité mobile.
La corporéité, le « corps » étant le « véhicule » de cet être au monde, que ce soit au niveau biologique, en ce qui concerne les apprentissages ou dans le monde culturel (Cf. Maurice_Merleau-Ponty).
Les processus sensoriels et moteurs, la perception et l’action sont inséparables quand on considère « l’action incarnée », l’énaction (Cf. Varela); elle concerne la cognition, mais également le ressenti, le vécu émotionnel et relationnel.
L’équilibration est le processus continuel d’états provisoires d’équilibres, de déséquilibres, de compensations, décrit par Piaget ()) pour rendre compte du développement, de l’apprentissage, de l’invention de solutions nouvelles. L’équilibration « majorante » est au cœur de l’auto-organisation, de la construction de notre cohérence dans le jeu des interactions avec le monde, les personnes et la culture. Le but thérapeutique est de remettre en mouvement ce processus lorsque les circonstances de la vie l’ont bloqué.

## Pratique de la thérapie constructive
La thérapie constructive adopte une causalité circulaire ou plutôt en spirale, se différenciant ainsi de la causalité linéaire et déterministe. Elle s’attache au comment et non plus au pourquoi. Aux interprétations, elle préfère la constitution d’hypothèses que la personne validera ou réfutera par son action et sa réflexion.
Si elle est proche parente des théories systémiques qu’elle intègre, la thérapie constructive prend en compte la vie psychique grâce à un accompagnement singulier qui repose sur l’explicitation des liens d’attachement. Elle s’intéresse donc à la « boîte noire » entendue comme la cohérence, la vision du monde des personnes.
Elle reconnaît comme légitime la multiplicité des « réalités » construites par chacune d’entre elles, le respect de chacun étant vécu dans le décours du dialogue, conduit sans jugement ni commentaire. Pour y parvenir, l’échange s’établit dans un cadre relationnel qui utilise la méthodologie de l’entretien d’explicitation développée par Pierre Vermersch.
En pratique, une thérapie constructive peut alterner des séances individuelles, de couple et de famille. S’agissant des couples ou des familles, l’accompagnement est conduit par deux thérapeutes, une femme et un homme, assurant ainsi un équilibre relationnel plus sécurisant : moins de risque de coalition, éventail plus large des points de vue et enrichissement relationnel permanent. 